# 패밀리마트 (영화)
"패밀리마트"는 2010년에 개봉한 대한민국의 영화이다.

## 캐스팅
- 김연수 : 윤희 역
- 노준호 : 찬영 역
- 김현숙 : 선영 역
- 정아름 : 희주 역
- 이현준 : 정원 역
- 홍석찬 : 홍 감독 역
- 홍영주 : 영민 역
- 서연수 : 혜진 역
- 박춘화 : 도림 역
- 전병원 : 동준 부 역
- 유순희 : 동준 모 역
- 신연숙 : 찬영 모 역
- 김은혜 : 원이담임선생님 역
- 배수만 : 유 대리 역
- 이수화 : 잡지사사무실직원 1 역
- 김경빈 : 잡지사사무실직원 2 역
- 김필민 : 대리운전기사 역
- 김광희 : 조감독 역